# Diandra
Diandra, född 12 augusti 1994 i Hyvinge, är en finländsk sångerska. Hennes mor är från Finland medan hennes far är från Chile.

## Karriär
År 2004, då hon endast var tio år gammal, vann hon Staraoke, en finländsk sångtävling för barn. År 2012 deltog hon i den sjätte säsongen av Idol Finland. Hon vann tävlingen före Susanna Erkinheimo och blev den andra kvinnan som vunnit programmet efter att Hanna Pakarinen vunnit den allra första säsongen 2004.
Efter Idols fick hon ett skivkontrakt med Universal Music och släppte sin debutsingel "Onko Marsissa lunta?". Den följdes upp av hennes engelska debutsingel "Outta My Head" som är en cover av låten med samma titel från 2011 av den österrikiska musikgruppen BFF. Diandras version kom att bli hennes mest framgångsrika singel då den nådde sextonde plats på den finska singellistan. Den tillhörande musikvideon till låten hade fler än 100 000 visningar på Youtube i mars 2013.
Den 5 juli 2012 släpptes hennes debutalbum med samma titel, Outta My Head, som toppade den finska albumlistan och låg totalt 16 veckor inom topp-50. Även "Prinsessalle" gavs ut som singel från albumet innan året var slut.
År 2013 tävlade hon i Uuden Musiikin Kilpailu med låten "Colliding Into You", en tävling som användes som Finlands nationella uttagning till Eurovision Song Contest 2013. I den första semifinalen den 17 januari 2013 tog hon sig vidare direkt till finalen. Där slutade hon på tredje plats av 8 finalister, detta efter att ha fått 12,3 procent av juryns röster och 15,8 procent av telefonrösterna. I februari 2013 spelade hon in låten "Päästä mut pois" tillsammans med sångaren Mikael Gabriel.

## Diskografi

### Album
| År   | Album                               | Topplaceringar |
| År   | Album                               | Finland        |
| ---- | ----------------------------------- | -------------- |
| 2012 | Outta My Head - Släppt: 5 juli 2012 | 1              |

### Singlar
- 2012 – "Onko Marsissa lunta?"
- 2012 – "Outta My Head"
- 2012 – "Prinsessalle"
- 2013 – "Colliding Into You"
- 2013 – "Päästä mut pos" (med Mikael Gabriel)
- 2014 – "Paha poika"
- 2015 – "Kerran joulukuun aikaan"